# Mesochorus clarus
Mesochorus clarus là một loài tò vò trong họ Ichneumonidae.